# Jekaterina Jersjova
Jekaterina Nikolajevna Jersjova (Russisch: Екатерина Николаевна Ершова) (Poelkovo, district Sloetsk, Oblast Leningrad, 6 december 1930) was een basketbalspeler die speelde voor verschillende teams in de Sovjet-Unie. Ze werd Meester in de sport van de Sovjet-Unie in 1959. Ook kreeg ze verschillende onderscheidingen waaronder de Medaille Ter nagedachtenis aan de 250ste verjaardag van Leningrad, Medaille voor de 300e Verjaardag van Sint-Petersburg en een Bordje “Inwoner van het belegerde Leningrad”.

## Carrière
Jersjova begon haar carrière in 1951 bij Spartak Leningrad. In 1955 verhuisde ze naar de legerploeg van SKA Leningrad. Met SKA werd ze twee keer tweede om het Landskampioenschap van de Sovjet-Unie in 1961 en 1962. Ook werd ze één keer derde 1960. In 1962 haalt ze met SKA de finale van de FIBA Women's European Champions Cup. Deze verloren ze van TTT Riga uit de Sovjet-Unie over twee wedstrijden met een totaalscore van 82-103. In 1956 en 1959 werd ze derde met RSFSR Leningrad om de Spartakiad van de volkeren van de USSR. In 1962 stopt ze met basketbal.
Afgestudeerd aan de Lesgaft Universiteit. Senior onderzoeker bij LNIIFK (1969).

## Erelijst
- Landskampioen Sovjet-Unie:
  - Tweede: 1961, 1962
  - Derde: 1956, 1959, 1960
- FIBA Women's European Champions Cup:
  - Runner-up: 1962